# Malungen
För andra betydelser, se Malungen (olika betydelser).
Malungen är en by i Hassela socken i Nordanstigs kommun, Hälsingland.
Malungen ligger ca 13 km norrut på Sundsvallsvägen från centrala Hassela och gränsar mot Medelpad.
Benämns i äldre kartor och skrifter som Malingen. Uttalas även på detta sätt på Hasselamål.
Det är högsta punkten efter vägen (225 m ö.h.) och man kan på vintern ofta notera en markant skillnad i väder och snömängd på en kort sträcka.
Malungen är även namnet på sjön som ligger öster om byn. 
Väster om Malungen ligger berget Malungsfluggen med ett flygradartorn och två naturreservat: Hästmyrbergets naturreservat i Hälsingland och Malungsfluggens naturreservat i Medelpad.
Svedjefinnar grundlade byn cirka 1600. Den först namngivna var Grells Mårtensson född 1570 i Finland och nybyggare i Malungen enligt kungligt brev daterat 19/3 1606.
Laga skifte genomfördes 1844.
Gårdsnamn
- Innergården
- Lanses
- Norränget
- Norrgården, nedbrunnen på 1930-talet
- Sörgården
- Östergården
- Nytäkta